# Nokia 6270
Il Nokia 6270 è un telefono cellulare prodotto dall'azienda finlandese Nokia e messo in commercio nel 2005.

## Caratteristiche
- Dimensioni: 104 x 50 x 23 millimetri
- Massa: 125 g
- Risoluzione display: 320 x 240 pixel a 262 144 colori
- Durata batteria in conversazione: 5 ore
- Durata batteria in standby: 200 ore (8 giorni)
- Fotocamera: 2.0 megapixel
- Memoria: 31 MB
- Bluetooth, infrarossi e USB

## Kit d'acquisto
- Batteria
- Manuale d'uso
- Caricabatteria